# Летючий диск

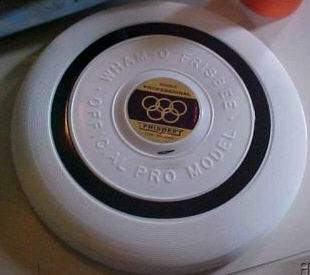
Летючий диск фірми Wham-O, зареєстрований під торговою маркою «Фризбі»

Летючий диск — пластмасовий спортивний снаряд у формі диска діаметром 20-30 сантиметрів із загнутими краями. Часто також називаються епонімом «фризбі» або «фрізбі», через те, що першими на ринку були летючі диски торгової марки «фризбі» (англ. Frisbee) фірми Wham-O. Зараз летючі диски виготовляє багато компаній у різних країнах світу.
В різних видах спорту використовуються різні летючі диски. Диски для дискогольфу зазвичай менші, але товстіші для більшої стабільності та відстані польоту. Диски для диск-догу літають повільніше і зроблені з гнучкішого пластику, щоб витримувати навантаження від зубів та не поранити собаку. Існують також летючі кільця, які можуть летіти значно далі, ніж летючі диски. Є також летючі диски з підсвіткою для гри вночі — вони містять діоди з живленням від батарейок.

## Аеродинамічні властивості
Завдяки загнутим краям летючий диск при обертанні формує підйомну силу, яка утримує його в повітрі протягом польоту. У якісних дисках вага зосереджена на краях, що робить політ диску стабільним і не дозволяє завалюватись вбік.

## Історія летючих дисків

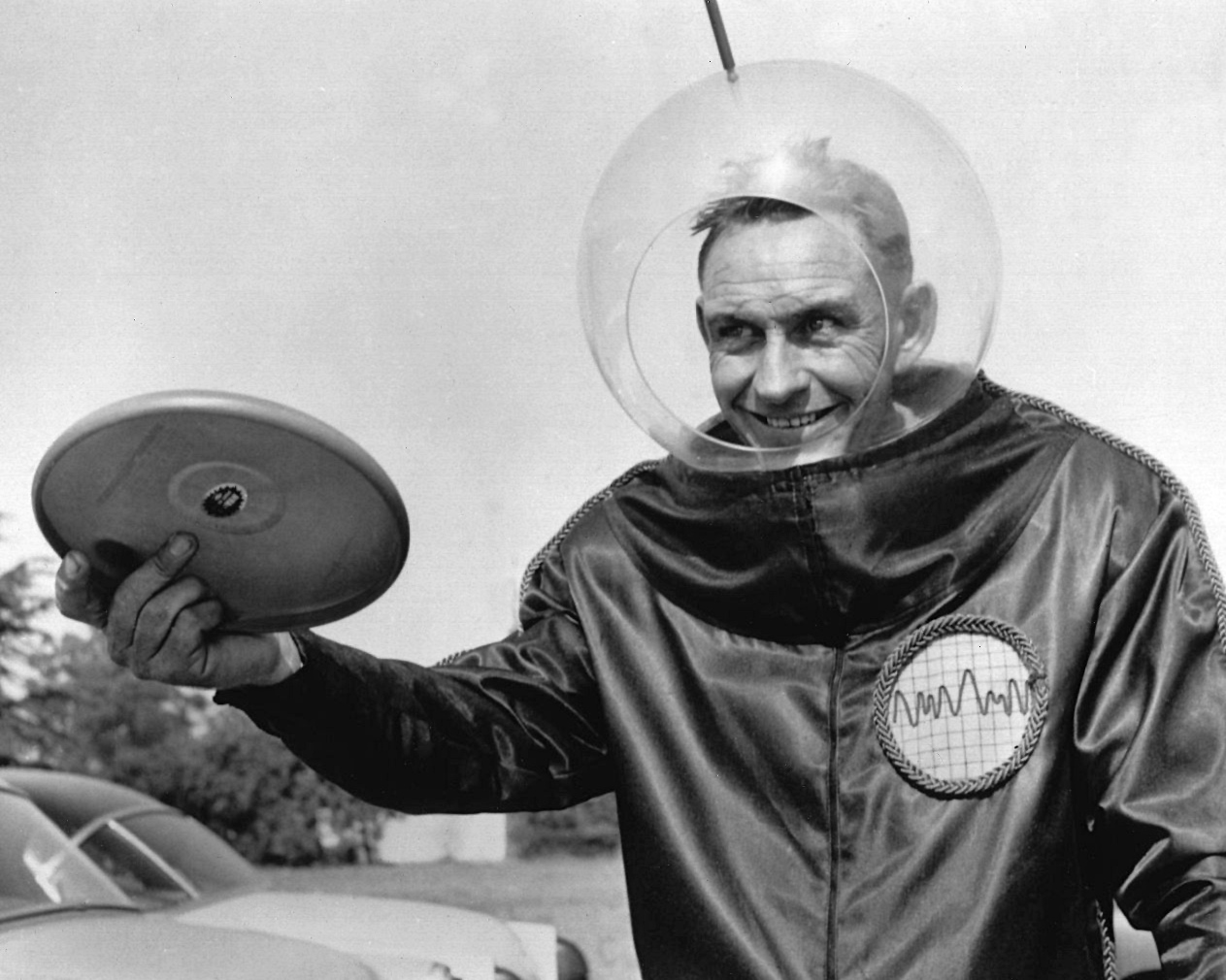
Волтер Фрідерік Моррісон рекламує прототип фризбі

В кінці 1940-х років американці масово марили неопізнаними літаючими об'єктами, чим і скористався Волтер Фрідерік Моррісон. Спадковий винахідник (його батько — творець автомобільної фари) придумав в 1948 році «літаючу тарілку», яка ззовні нагадувала НЛО (фінансував Воррен Франскайоні). У біографії Моррісона мовиться, що прообразом «фризбі» послужила кругла форма для випічки, з якою винахідник і його дружина грали на пляжі, перекидаючи один одному. Перший зразок Моррісон демонстрував на місцевих ярмарках.
Однак той перший диск був невдалий. Після ряду удосконалень і експериментів диск із пластику, зроблений Моррісоном в 1955 році, став непогано ширяти над землею і перетворився на ходовий товар, а в 1957 за його згодою компанія Wham-O в Сан-Габріелі почала випускати такі диски під торговою маркою «Pluto Platter». В той же час, студенти Єльського університету, у вільний від навчання час, кидали один в одного бляшаними розносами для пирогів фірми Frisbie Pie Company. Назва «фризбі» стала настільки популярною серед студентів, що представники Wham-O перейменували свої диски на Frisbee — кілька букв були навмисно змінені, щоб Frisbie Pie Company не змогла відстояти своє право на фірмове найменування в суді.

## Ігри з летючим диском

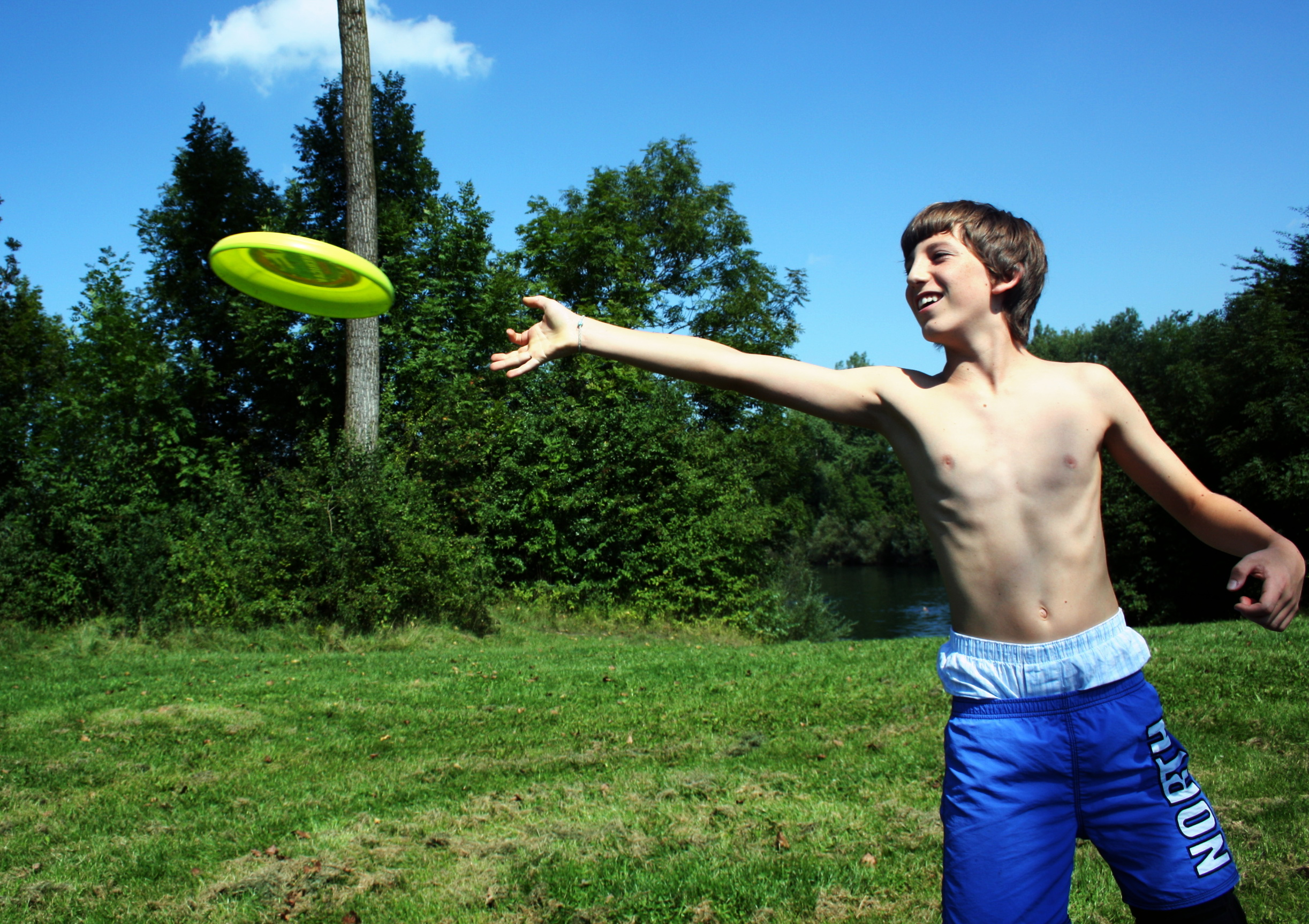

Існує багато ігор з летючим диском. Найпростіша — звичайне кидання диску двома чи більше гравцями із рук в руки так, щоб диск не торкнувся землі. Але є і складніші ігри.

### Алтимат
Алтимат (англ. Ultimate) — найпопулярніша гра з летючим диском. Це командна неконтактна гра, яка народилася з американського футболу і баскетболу. Для алтимату використовуються диски вагою 175 грамів, діаметром 27.3 см. Найпопулярнішими серед гравців алтимату є диски американської компанії «Дискрафт».

### Ґатс
Ґатс (англ. Guts) — спортивна гра, у якій беруть участь дві команди, від одного до п'яти гравців в кожній. Ціль гри полягає в тому, щоб першими набрати 21 очко. Перед початком гри команди розміщуються один навпроти одного, на відстані 14 м. Гравець повинен кинути диск у суперника так щоб той не зміг його зловити. Якщо гравець не ловить диск чисто (без жонглювання), команда, що кидала, одержує очко.
Ґатс розвиває навички кидання диску, а також вміння ловити диск однією рукою.

### Дискогольф

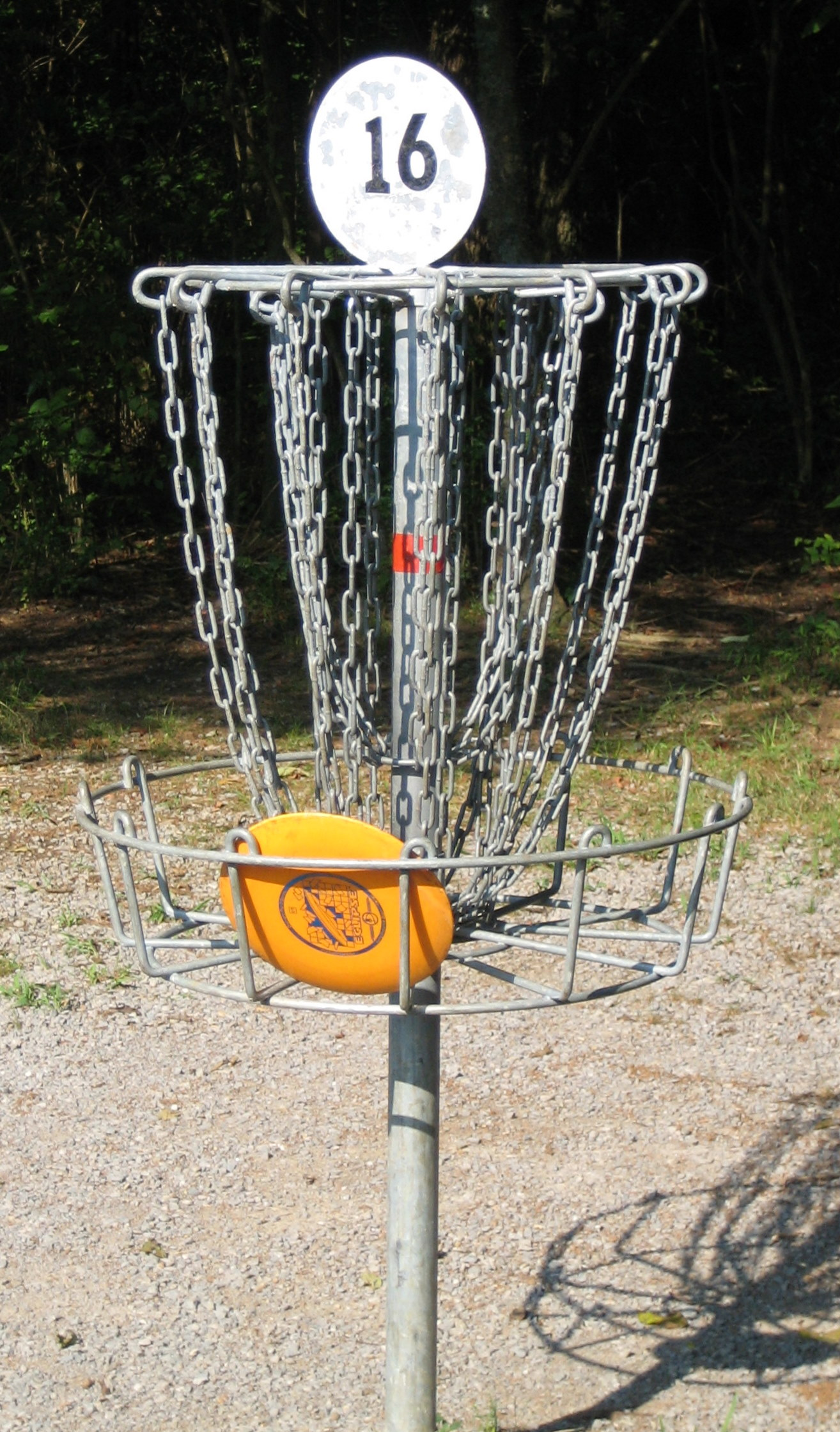
Дискогольф

Дискогольф (англ. Disk golf) схожий на звичайний гольф, тільки замість м'ячиків — диск, замість лунок — спеціальні кошики, замість ключок — руки. Ціль та ж, що й у гольфі: потрібно пройти якусь дистанцію за найменшу кількість кидків, тобто закинути диск в усі кошики. Кошики в дискогольфі великі, повиті металевими ланцюгами. На зразок різних ключок для різних ударів у гольфі, в дискогольфі є різні диски для різних кидків: Drivers, Mid-Range, Putters.

### Дабл-диск-корт

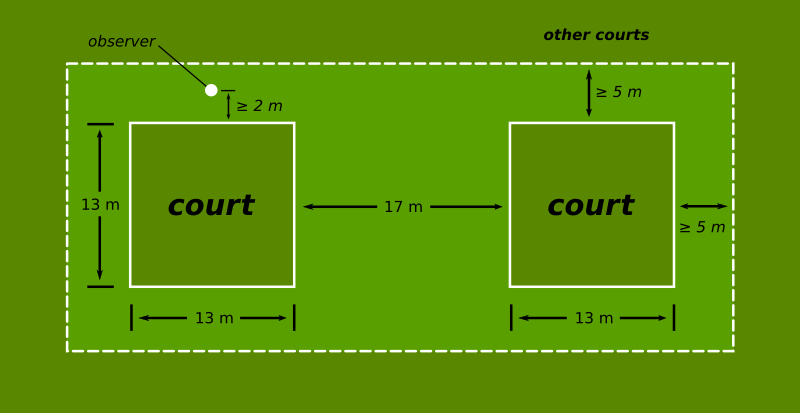
Поле для дабл-диск-корту

Дабл-диск-корт (англ. Double disk court) — це командна гра з двома летючими дисками вагою по 110 грамів. В грі бере участь дві команди, по два гравці в кожній. Упродовж гри команда знаходиться в одному і тому самому квадраті. Ціль гри — захистити свій квадрат від атаки суперників.
Ігрове поле складається із двох квадратів зі сторонами по 13 метрів на відстані 17 метрів один від одного. Атакувати можна двома способами: кидати диск в квадрат суперника таким чином, щоб він впав у його межах, або змусивши команду суперників торкатись до обох дисків одночасно. Команда заробляє очко, коли їй вдається провести успішну атаку або коли диск, кинутий суперником, вилітає за межі квадрату. Перша команда, яка набере обумовлену кількість очок, перемагає.

### Фристайл з летючим диском
Фристайлери — спеціалісти з вишуканих і ефектних трюків. Вони вміють крутити летючий диск на пальці, супроводжуючи це стрибками, обертаннями навколо себе, задиранням ніг, перекиданнями, недовгими польотами, зависанням на місці та іншими фінтами. Це означає — з диском можна робити все, що завгодно.
Головна мета — зацікавити і «завести» глядачів.
На змаганнях все це оцінюється суддями, які ставлять бали за складність трюків та артистизм. Можна виступати як парами, так і поодинці. Весь сенс в тому, що виступ має бути показовим і максимально насичений трюками.

### Дог-фризбі

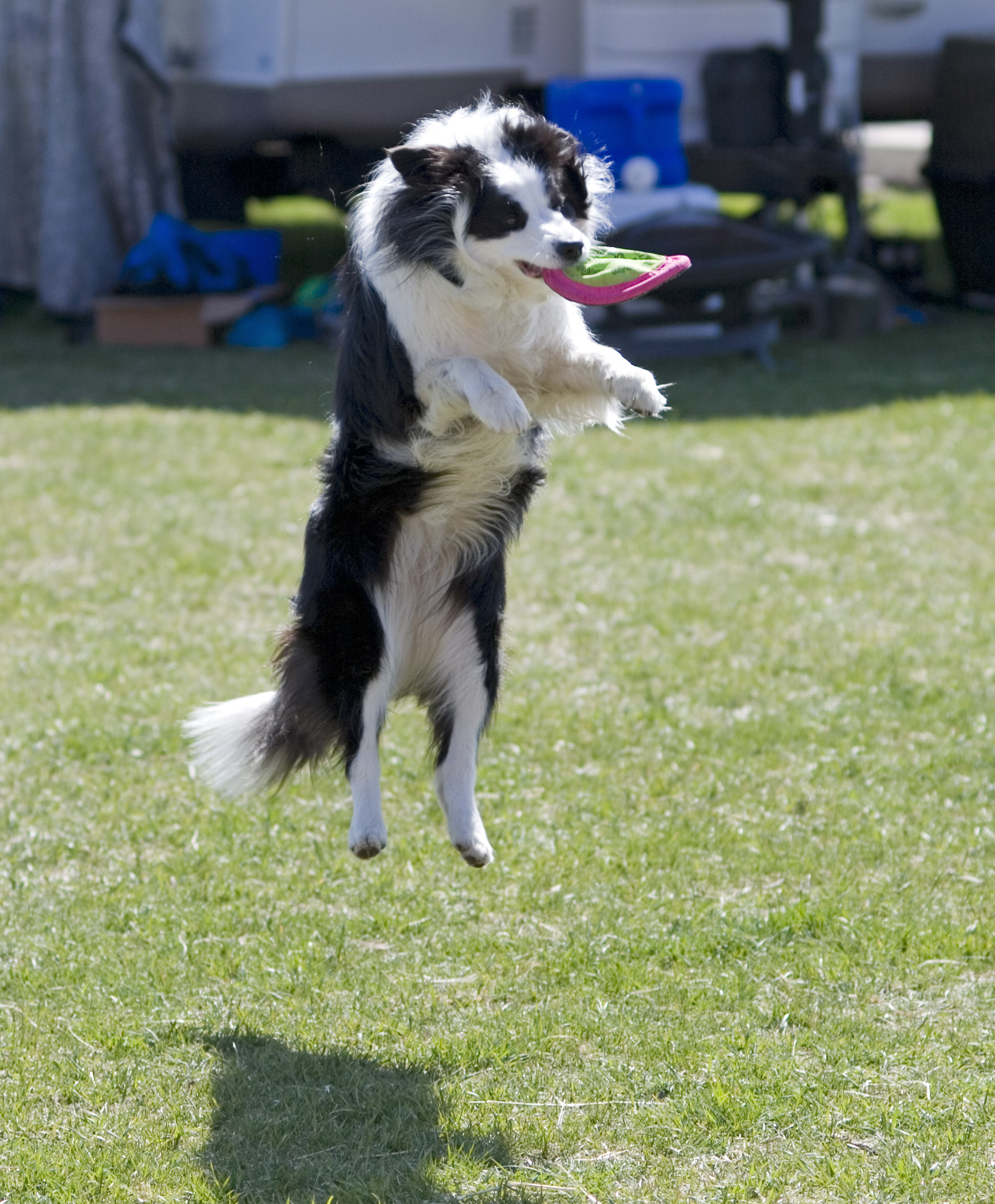
Собаче фризбі

Широкому загалу летючі диски знайомі великою мірою завдяки собачому фризбі (англ. Disk dog). Основний його плюс у тому, що «друг людини» завжди приносить диск назад. Але цьому собаку ще потрібно навчити. Є ризик, що за кілька годин активної гри собака згризе диск до невпізнаваності.
В собачому фризбі проводяться два типи змагань:
1) «вільного польоту»;
2) «міні-дистанції».
У турі «вільного польоту» команда може принести свою власну музику й виконати будь-який трюк без обмежень часу, але зараховані можуть бути тільки трюки, які починаються або закінчуються з кидка диска, який собака впіймав. Інакше кажучи, якщо собака тільки стрибав вгору, щоб взяти диск з рота або руки, трюк не зараховується.
Рахунок ведеться за шкалою від 1 до 10 і ґрунтується на ступені їх складності. Злагоджене завершення трюку — підсумок складної командної роботи. Оцінюється також унікальний маневр і стрибуча обдарованість собаки. Стрибки вгору самого кидаючого (хендлера), що енергійно посилає собаку на надмірну висоту, очки команди збільшувати не будуть.
Тур «міні-дистанції» оцінюється за шкалою очок за кожне зловлений диск у відведений час. Диск, зловлений менш ніж з 20 ярдів (1 ярд — 91,44 сантиметрів), не зараховується, прийом диску від 20 до 30 ярдів дає 1 очко, від 30 до 40 ярдів — 2 очка. Все, що більше 40 ярдів, приносить 3 очка. Додаткові пів-очка дає будь-який лов, у якому всі чотири лапи собаки відірвані від землі.
Фінали складаються з одного тура «вільного польоту» і одного — «міні-дистанції».